# Rue Paul-Lintier
La rue Paul-Lintier est une rue du quartier de Bellecour située sur la presqu'île dans le 2e arrondissement de Lyon, en France.

## Situation et accès
La rue débute rue du Plat et se termine place Bellecour. La circulation se fait dans le sens de la numérotation et à double-sens cyclable avec un stationnement des deux côtés.

## Origine du nom
Le nom de la rue est donné en l'honneur de Paul Lintier (1893-1916) écrivain qui étudie à la faculté de Lyon où enseigne son oncle Édouard Lambert (1866-1947).  

## Histoire
Auparavant la rue portait le nom de rue des Deux-Maisons par délibération du 30 décembre 1723 du consulat. L'origine de ce nom vient que la rue ne possédait que deux maisons. Le nom actuel de la rue est donné en 1916.